# Геровський Юліан Михайлович
Юліа́н Миха́йлович Геро́вський (26 травня 1838, с. Поршна — 25 січня 1910, Вашківці) — правник, посол (депутат) австрійського парламенту, галицький та буковинський громадсько-політичний діяч, належав до москвофільського напрямку.

## Життєпис
Родом з с. Поршна Львівського повіту в Галичині.
Після отримання юридичної освіти — концепт-інтерн, клерк (1869 р.), ад'юнкт (1873 р.) при фінансовому прокурорі у Львові. В 1887 р. переведений в Інсбрук (Тіроль) та звільнився з державної служби; 1895 р. — адвокат у Чернівцях (Буковина), 1900 у Вашківцях-на-Черемоші.
Голова «Народного дому» у Львові.
Зять Адольфа Добрянського, українсько-угорського політика, члена угорського парламенту в 1861—1868 рр.
Член палати представників австрійського парламенту 5 скликання (4.11.1873-22.05.1879) від виборчого округу Золочів—Зборів—Олесько—Перемишляни—Глиняни. В парламенті був членом Руського клубу.
Помер 25 січня 1910 року у Вашківцях.